# Université de Jade
L'Université de Jade est une université d'État du nord-ouest de la Basse-Saxe dont les sites d'étude sont Wilhelmshaven, Oldenbourg et Elsfleth.
Le président de l'université depuis le 1er septembre 2015 est Manfred Weisensee.

## Histoire
L'université est fondée en 2009. Elle est l'héritière des anciennes universités des sciences appliquées d'Oldenbourg, de Frise orientale et de Wilhelmshaven. Elle dispose de trois sites universitaires à Wilhelmshaven, Oldenbourg et Elsfleth.
L'intitulé Jade fait référence au fleuve Jade.
Le premier président est Elmar Schreiber. En septembre 2015, Manfred Weisensee lui a succédé à ce poste.

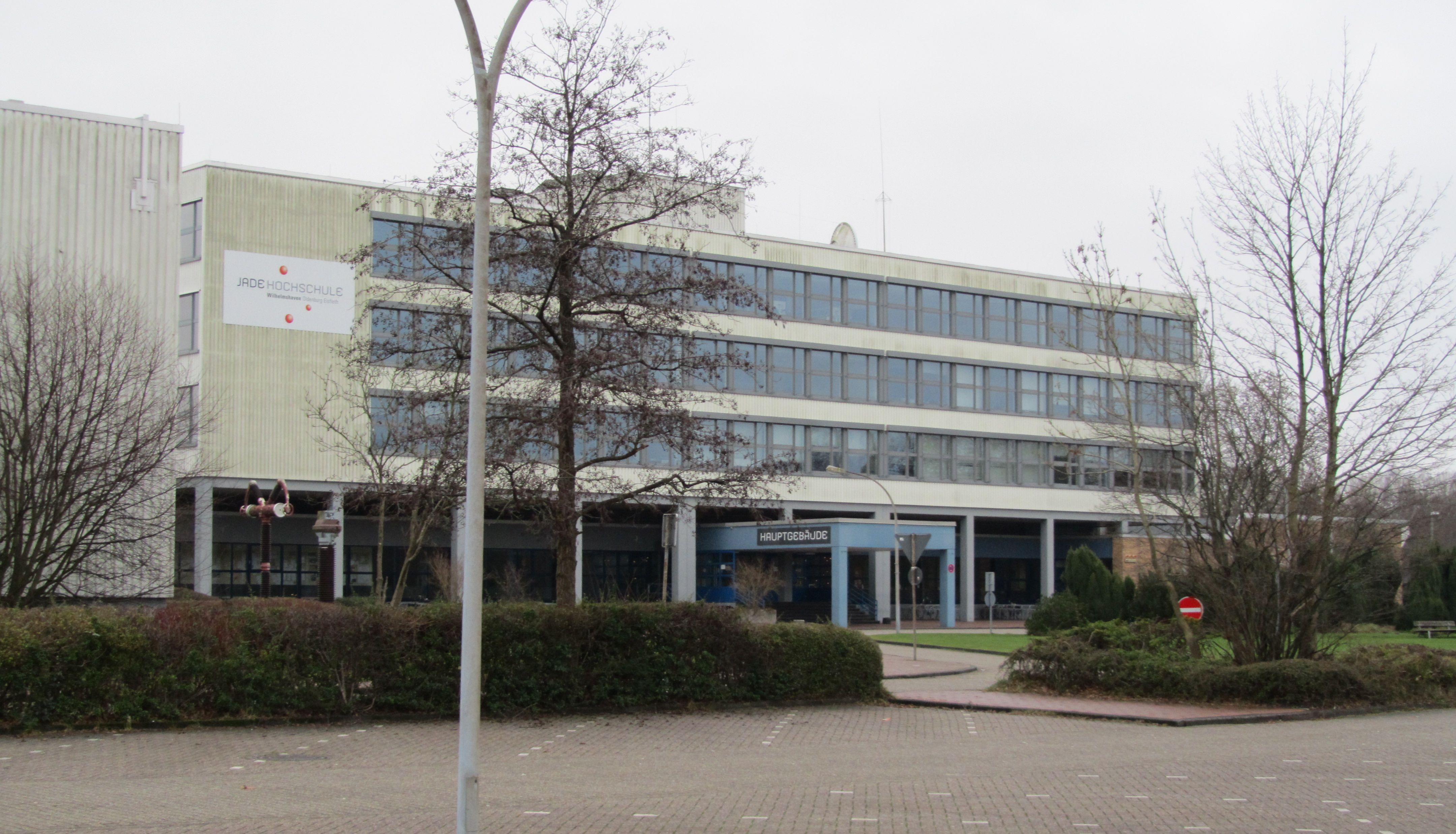
Bâtiment principal à Wilhelmshaven

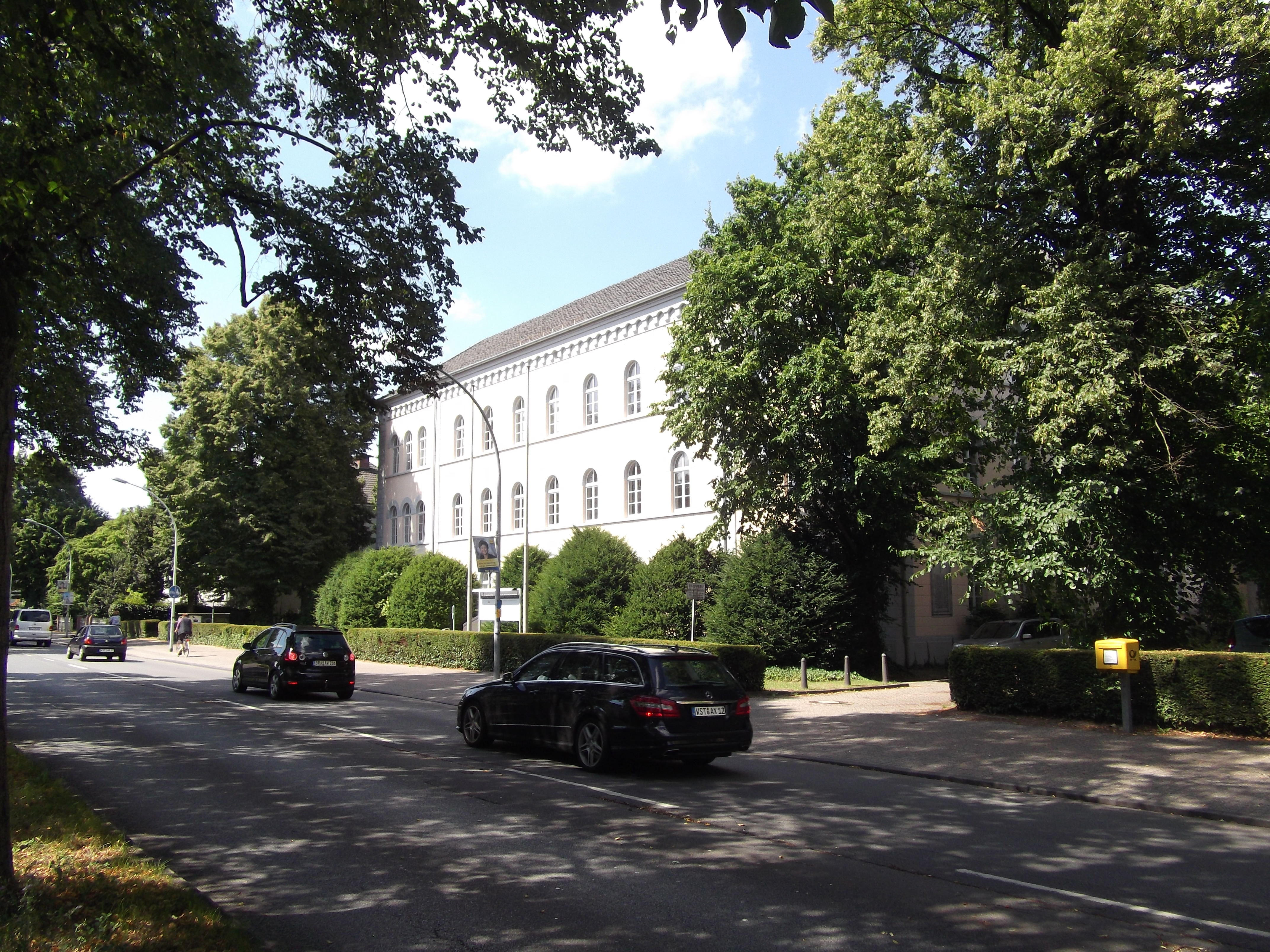
Bâtiment d'Oldenburg (1847)

## Anciens étudiants connus
- Matthias Groote (né en 1973), homme politique, membre du Parlement européen de 2005 à 2016.
- Carola Rackete, capitaine